# Kalakukko
Kalakukko je tradiční jídlo finské kuchyně, oblíbené zejména v kraji Savolax. Má podobu bochníku tmavého žitného chleba, ve kterém je zapečená nádivka ze slaniny a soleného rybího masa (tradičně se používá síh malý), v některých krajových variantách se přidává tuřín. Obvykle váží okolo jednoho kilogramu, peče se v cihlové peci nejméně pět hodin, aby se šťáva z masa dobře vsákla do těsta. 

## Využití
Kalakukko se dá jíst teplé i studené, zapíjí se obvykle podmáslím. Na venkově je to oblíbené jídlo, které si berou muži na lov nebo na práci v lese, protože dlouho vydrží, nevyžaduje další úpravu a rychle zasytí.

## Pojmenování
Název jídla pochází z finského slova kala — ryba. Kukko znamená ve spisovné finštině kohouta nebo také penis, ale v savolaxském nářečí má význam „kapsa“.
Od roku 2002 patří kalakukko mezi potraviny s chráněným označením EU.

## Odraz v kultuře
Režisér Ville Salminen natočil v roce 1953 film Létající kalakukko o veselých příhodách v rychlíku do Kuopia. Název odkazuje na to, že Kuopio je proslulé touto specialitou, a přirovnává cestující namačkané ve vlaku k rybičkám v chlebu.